# Złotka jasnotowa
Złotka jasnotowa (Fasta fastuosa) – chrząszcz wielkości 5–6 mm z rodziny stonkowatych. Żeruje na mięcie, jasnocie, poziewniku, mierznicy.